# Хипп, Михал
Михал Хипп (в некоторых источниках указывается, как Гипп) (словац. Michal Hipp; 13 марта 1963 года, Нитра, Чехословакия) — словацкий футболист, футбольный тренер. Главный тренер клуба «ВиОн».

## Карьера игрока
Будучи футболистом, Хипп выступал на позиции защитника. Большую часть своей карьере он провел в клубе «Нитра». В сезоне 1993/94 выступал за пражскую «Славию», с которой становился вице-чемпионом Чехии. В девяностые годы Хипп успел провести по пять матчей за сборные Чехословакии и Словакии.

## Карьера тренера
Много лет специалист входил в тренерские штабы команд, с которыми работал Владимир Вайсс. Вместе с ним он начинал свою игровую карьеру. В паре с ним Хипп работал в «Артмедии», «Сатурне» и в сборной Словакии. Самостоятельно словак успел немного поработать с «Артмедией» и братиславским «Слованом».
В мае 2012 года после ухода Вайсса из сборной Словакии, руководство местной федерации футбола пошло на эксперимент и назначила Михалла Хиппа вместе с наставником «Слована» Станиславом Григой главными тренерами национальной команды. Однако тренерский тандем не оправдал надежд и в июне следующего года после неудачного старта в рамках отборочного этапа Чемпионата мира 2014 года они были уволены.
Позднее Хипп работал с «Нитрой», чешской «Высочиной» и венгерским «Халадашем». В январе 2019 года он вошел в тренерский штаб чеха Михала Билека в сборной Казахстана.

## Достижения

### Футболиста
- Вице-чемпион Чехии: 1993/94
- Вице-чемпион Словакии (2): 1994/95, 1995/96

### Тренера
- Вице-чемпион Словакии: 2005/06
- Финалист Кубка Словакии: 2009